# Турки в Норвегии

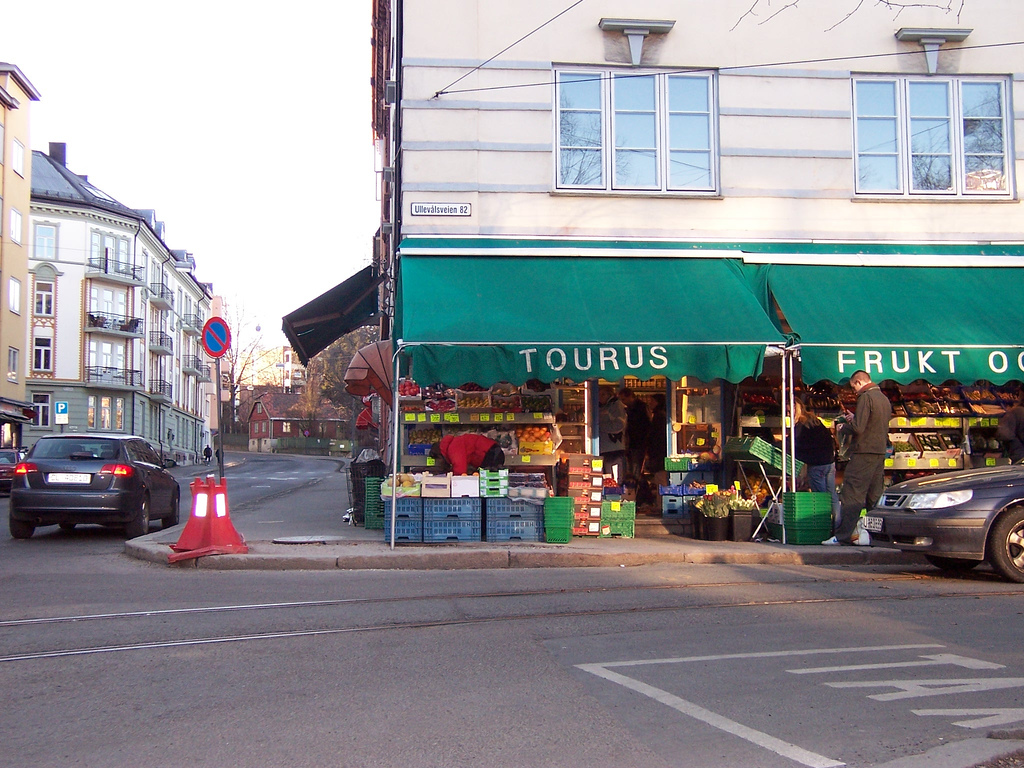
Турецкий супермаркет в Осло.

Турки в Норвегии (или норвежские турки) — этнические турки, проживающие в Норвегии. В настоящее время в Норвегии проживают более 15.000 турок.

## История
В 1970-х годах был наплыв рабочей силы на почве внутренней миграции. Значительная часть мигрантов прибыла из Турции. Большинство мигрантов осталось жить в Норвегии. В 1976 году границы были закрыты для дальнейшей внутренней миграции этого вида. В этот период произошло повышение информированности и сосредоточение внимания на «иностранных рабочих» в политических дебатах. Более 20 % мигрантов в Драммене — турки.

## Демография
По состоянию на 2009 год из 15,436 турок, живущих в Норвегии, 10039 являются иммигрантами и только 5397 являются турками норвежского происхождения от турецких родителей-иммигрантов.

## История демографии
По данным Статистического управления Норвегии, по состоянию на 2010 г. общая численность населения Норвегии составляет 4858199. Турецкое население составляет 15998, это 0,32 % от общей численности населения.

## Расселение
Самая высокая доля турецких иммигрантов в Норвегии живут в Драммене, город в пределах пригородного сообщения Осло.

## Религия
По состоянию на 2008 год среди турецких норвежцев 15.003 — мусульмане. Турецкая община в Драммене купила Церковь адвентистов в Брагернес, Драммен в 2008 году, который будет превращен в мечеть. Церковь была продана за 7.2 миллиона крон. Турецкая община является самой большой мусульманской общиной в Драммене, около 1000 членов.

## Известные личности
| Имя                  | Год рождения | Профессия                                     | Родина              |
| -------------------- | ------------ | --------------------------------------------- | ------------------- |
| Mertefe Bartınlıoğlu | 1968         | Политик                                       | Иммигрант из Турции |
| Izzet Celasin        | 1958         | писатель                                      | Иммигрант из Турции |
| Akin Düzakin         | 1961         | Писатель                                      | Иммигрант из Турции |
| Zafer Gözet          | 1965         | Бывший лидер Коммунистической партии Норвегии | Иммигрант из Турции |
| Adem Güven           | 1985         | Футболист                                     | Родился в Норвегии  |
| Azar Karadaş         | 1981         | Футболист                                     | Родился в Норвегии  |
| Vendela Kirsebom     | 1967         | Модель и актриса                              | Родилась в Швеции.  |
| Gülay Kutal          |              | Политик                                       | Иммигрант из Турции |
| Kamil Özerk          | 1954         | Профессор                                     | Иммигрант из Кипра  |
| Ozan Özerk           | 1979         | Предприниматель & Доктор                      | Иммигрант из Кипра  |